# سعيد بن المسيب
أبو محمد سعيد بن الْمُسَيِّبِ بن حزن بن أبي وهب المخزومي القرشي (15 هـ - 94 هـ) تابعي من كبار التابعين في المدينة المنورة، المُلقّب بـ «عالم أهل المدينة»، وبـ «سيد التابعين» في زمانه، وأحد رواة الحديث النبوي، وأحد فقهاء المدينة السبعة من التابعين.

## سيرته

### نشأته وعلمه
ولد أبو محمد سعيد بن المسيب بن حزن بن أبي وهب المخزومي سنة 15 هـ في المدينة المنورة في خلافة عمر بن الخطاب، وهو قرشي مخزومي النسب. أسلم أبوه المسيب وجده حزن، وكانت لهما صحبة، وكان أبوه المسيب ممن حضر بيعة الشجرة، أما جده فكان ممن قُتل يوم اليمامة. وأم سعيد هي أم سعيد بنت حكيم بن أمية بن حارثة بن الأوقص السُّلَميّة. نشأ سعيد في المدينة المنورة، واجتهد في طلب العلم من علمائها، فسمع من زيد بن ثابت وسعد بن أبي وقاص وعبد الله بن عباس وابن عمر، وسمع من زوجات النبي محمد ﷺ عائشة بنت أبي بكر وأم سلمة، كما سمع من عثمان بن عفان وعلي بن أبي طالب وصهيب الرومي ومحمد بن مسلمة، وكان يسير الأيام والليالي في طلب الحديث الواحد، ولزم أبو هريرة وسمع منه، وتزوج من ابنته، فأصبح سعيد أعلم الناس بحديث أبي هريرة، وكانت معظم رواية سعيد للحديث عن أبي هريرة، كما لزم عمر بن الخطاب في صباه، حتى سُمّي «راوية عُمر» لأنه كان أحفظ الناس لأحكامه وأقضيته، فكان عبد الله بن عمر يُرسل إلى ابن المسيب يسأله عن بعض شأن عمر وأمره. فعلا قدر سعيد بين أهل العلم، وأصبح وجهة لطُلاّب العلم يستقون من علمه، فذكره مكحول قائلاً: «طفت الأرض كلها في طلب العلم، فما لقيت أعلم من ابن المسيب»، ووصفه بعالم العلماء. ورغم علمه بالحديث النبوي، إلا أن سعيد بن المسيب كان يعزف عن تفسير القرآن. كما كان يحب أن يسمع الشعر، وكان لا ينشده.

### جلوسه للفتوى
كان سعيد بن المسيب يتتبع المسائل والفتاوى حتى قال: «ما أحد أعلم بقضاء قضاه رسول الله، ولا أبو بكر، ولا عمر مني»، فكان يُفتي والصحابة أحياء، وقد شهد له ابن عمر بقوله: «هو والله أحد المفتين»، كما كان إذا سُئل عن شيء، فيُشكِلُ عليه يقول: «سَلُوا سعيد بن المسيب، فإنه قد جالس الصالحين»، وقال علي بن الحسين عن سعيد: «ابن المسيب أعلم الناس بما تقدمه من الآثار، وأفقههم في رأيه»، وقال قتادة: «ما رأيت أحدًا قط أعلم بالحلال والحرام من سعيد بن المسيب»، كما عدّه سليمان بن موسى أفقه التابعين. فأصبح سعيد مُقدّمًا في الفتوى في زمانه، ولُقّب بـ «فقيه الفقهاء»، فما كان عمر بن عبد العزيز حين تولى إمارة المدينة المنورة يقضي بقضية، حتى يسأل سعيد بن المسيب. وقد ذكر يحيى بن سعيد الأنصاري أنه لو مهابة الناس في عهده تدوين الحديث والفقه، لكتب الناس من علم سعيد ورأيه في المسائل الكثير. اعتمد سعيد بن المسيب في منهجه الفقهي على القرآن والسُنّة والإجماع والقياس، فإن لم يجد فيها حُكمًا، تخيّر من أقوال الصحابة. كما امتاز سعيد بن المسيب بميزة القدرة على تعبير الرؤى التي اكتسبها من أسماء بنت أبي بكر، التي أخذتها أسماء عن أبيها.

### محنته
كان سعيد بن المسيب شديدًا في الحق، لا يماليء الحكام ولا يسكت عن خطاياهم، وكان يقول: «لا تملئوا أعينكم من أعوان الظلمة إلا بإنكار من قلوبكم، لكي لا تحبط أعمالكم الصالحة»، فكانت بينه وبين الأمويين خصومة لما رأى من سوء سيرتهم، وكان لا يقبل عطاءهم المفروض له في بيت المال حتى جاوز بضع وثلاثون ألفًا، وكان يدعى إليها فيأبى ويقول: «لا حاجة لي فيها حتى يحكم الله بيني وبين بني مروان»، وكان سعيد يدعو عليهم في صلاته. وقد بادله بنو مروان العداء، حتى نهوا الناس عن مجالسته في المسجد. وقد حاول الأمويون استمالة سعيد بن المسيب، فخطب الخليفة عبد الملك بن مروان ابنة سعيد لولده الوليد، فأبى سعيد، وزوّجها لفتى من قريش يُدعى «كثير بن المطلب بن أبي وداعة السهمي» بمهر قدره درهمين.
تعرّض سعيد بن المسيب لمحنتين كبيرتين، الأولى حين استعمل عبد الله بن الزبير جابر بن الأسود بن عوف الزهري على المدينة، فدعا الناس إلى البيعة لابن الزبير، فقال سعيد بن المسيب: «لا، حتى يجتمع الناس». فضربه جابر ستين سوطًا، فبلغ ذلك ابن الزبير، فكتب إلى جابر يلومه، ويقول: «ما لنا ولسعيد، دعه». والثانية، بعد أن توفي عبد العزيز بن مروان، حيث عقد عبد الملك بن مروان لابنيه الوليد وسليمان بالعهد، وكتب بالبيعة في الولايات، ودعا ولاته لأخذ البيعة من الناس. حينئذ، دعا هشام بن إسماعيل المخزومي والي المدينة المنورة سعيد لمبايعتهما، فأبى. فضربه هشام ستين سوطًا، وطاف به المدينة، ثم سجنه، وأرسل إلى عبد الملك ينبأه برفض سعيد البيعة. فكتب عبد الملك لهشام يلومه، ويأمره بإطلاقه. وأمر عبد الملك قبيصة بن ذؤيب بأن يكتب لسعيد معتذرًا، فقال سعيد حين قرأ الكتاب: «الله بيني وبين من ظلمني».

### وفاته
توفي سعيد بن المسيب سنة 94 هـ في خلافة الوليد بن عبد الملك، وقد أوصى سعيد في مرضه الذي مات فيه، فقال: «إذا ما مُت، فلا تضربوا على قبري فُسطاطًا، ولا تحملوني على قطيفة حمراء، ولا تتبعوني بنار، ولا تُؤْذِنُوا بي أحدًا. حسبي من يُبَلِّغني ربي، ولا يتبعني راجز». وقد أعقب سعيد من الأبناء محمد وسعيد وإلياس وأم عثمان وأم عمرو وفاختة، وأمهم أم حبيب بنت أبي كريم بن عامر بن عبد ذي الشرى الدوسية، ومريم وأمها أم ولد، إضافة إلى زوجة أخرى وهي ابنة الصحابي أبي هريرة.

## روايته للحديث النبوي
- روى عن: عثمان بن عفان وعلي بن أبي طالب وزيد بن ثابت وأبي موسى الأشعري وسعد بن أبي وقاص وعائشة بنت أبي بكر وأبي هريرة وعبد الله بن عباس ومحمد بن مسلمة وأم سلمة وبلال بن رباح وسعد بن عبادة وأبي ذر الغفاري وأبي الدرداء وأم شريك وعبد الله بن عمر بن الخطاب وحكيم بن حزام وعبد الله بن عمرو بن العاص وأبيه المسيب بن حزن وأبي سعيد الخدري وحسان بن ثابت وصفوان بن أمية ومعمر بن عبد الله بن نضلة ومعاوية بن أبي سفيان وجبير بن مطعم وجابر بن عبد الله بن عمرو بن حرام وسراقة بن مالك وصهيب بن سنان والضحاك بن سفيان وعبد الرحمن بن عثمان التيمي[1] وأبي بن كعب والبراء بن عازب وبصرة بن أكثم الأنصاري وزيد بن خالد الجهني وعامر بن أبي أمية وعامر بن سعد بن أبي وقاص وعبد الله بن زيد بن عاصم المازني وعتاب بن أسيد وعثمان بن أبي العاص وعمر بن الخطاب والمسور بن مخرمة ونفيع مكاتب أم سلمة وأبي ثعلبة الخشني وأبي قتادة الأنصاري وأسماء بنت عميس وخولة بنت حكيم وفاطمة بنت قيس الفهرية.[2]
- روى عنه: إدريس بن صبيح الأودي وأسامة بن زيد الليثي وإسماعيل بن أمية وبشير بن المحرر وعبد الرحمن بن حرملة الأسلمي وعبد الرحمن بن حميد بن عبد الرحمن بن عوف وعبد الكريم بن مالك الجزري وعبد المجيد بن سهيل بن عبد الرحمن بن عوف وعبيد الله بن سليمان العبدي وعثمان بن حكيم الأنصاري وعطاء الخراساني وعقبة بن حريث وعلي بن زيد بن جدعان وعلي بن نفيل الحراني وعمارة بن عبد الله بن طعمة وعمرو بن شعيب وعمرو بن دينار وعمرو بن مرة الجملي وعمرو بن مسلم الليثي وغيلان بن جرير والقاسم بن عاصم وابنه محمد بن سعيد وقتادة بن دعامة ومحمد بن صفوان ومحمد بن عبد الرحمن بن أبي لبيبة ومحمد الباقر ومحمد بن عمرو بن عطاء وابن شهاب الزهري ومحمد بن المنكدر ومعبد بن هرمز ومعمر بن أبي حبيبة وموسى بن وردان وميسرة الأشجعي وميمون بن مهران وأبو سهيل نافع بن مالك بن أبي عامر الأصبحي وأبو معشر نجيح السندي وهاشم بن هاشم بن عتبة بن أبي وقاص ويحيى بن سعيد الأنصاري ويزيد بن عبد الله بن قسيط ويزيد بن نعيم بن هزال الأسلمي ويعقوب بن عبد الله بن الأشج ويونس بن يوسف وأبو جعفر الخطمي وأبو قرة الأسدي الصيداوي وبكير بن عبد الله بن الأشج وداود بن أبي هند وسعد بن إبراهيم الزهري وشريك بن عبد الله بن أبي نمر[1] والحارث بن عبد الرحمن بن أبي ذباب وحسان بن عطية والحضرمي بن لاحق وخلاد بن عبد الرحمن الصنعاني وداود بن أبي عاصم بن عروة بن مسعود الثقفي وزيد بن أسلم وزيد البصري والد عبد الواحد بن زيد وسالم بن عبد الله بن عمر بن الخطاب وسعيد بن خالد بن عبد الله بن قارظ القارضي وسعيد بن يزيد البصري وسمي مولى أبي بكر بن عبد الرحمن بن الحارث بن هشام وصالح بن أبي حسان المدني وصفوان بن سليم وطارق بن عبد الرحمن وطلق بن حبيب العنزي وأبو الزناد عبد الله بن ذكوان وعبد الله بن القاسم التيمي وعبد الله بن محمد بن عقيل بن أبي طالب وعبد الله بن الوليد بن قيس التجيبي وعبد الحميد بن جبير بن شيبة وعبد الخالق بن سلمة الشيباني وعطاء بن أبي رباح وعمران بن عبد الله بن طلحة الخزاعي ومعاذ بن عبد الله بن خبيب.[2]
- الجرح والتعديل: كان سعيد بن المسيب أعلم الناس بحديث أبي هريرة،[1] وقد اعتبر الحاكم النيسابوري أصح أسانيد أبي هريرة الزهري عن سعيد بن المسيب عن أبي هريرة،[26] وقال عنه أحمد بن حنبل: «مرسلات سعيد بن المسيب صحاح»،[1] وقال: «من مثل سعيد بن المسيب ثقة من أهل الخير»، وحين سُئل: «سعيد عن عمر حُجّة»، قال: «هو عندنا حجة، قد رأى عمر، وسمع منه، وإذا لم يُقبل سعيد عن عمر فمن يُقبل؟»، كما كان يحيى بن معين يقول: «مرسلات سعيد بن المسيب أحب إلي من مرسلات الحسن، ومرسلات إِبراهيم صحيحة، إلا حديث تاجر البحرين، وحديث الضحك في الصلاة»،[9] ويقول الشافعي: «إرسال سعيد بن المسيب عندنا حسن»،[9] وقال عنه أبو زرعة: «مدني، قرشي، ثقة، إمام»، وقال أبو حاتم: «ليس في التابعين أنبل من سعيد بن المسيب، وهو أثبتهم في أبي هريرة»،[24] وقال ابن سعد: «كان سعيد بن المسيب جامعًا، ثقة، كثير الحديث، ثبتًا، فقيهًا، مُفتيًا، مأمونًا، وَرِعًا، عاليًا، رفيعًا»،[25] وقال قتادة ومكحول والزُهري: «ما رأيت أعلم من سعيد بن المسيب»،[1] وقال علي بن المديني: «لا أعلم في التابعين أحدًا أوسع علمًا من ابن المسيب، هو عندي أجلُّ التابعين»،[9] وقال العجلي عنه: «كان رجلاً صالحًا فقيهًا، وكان لا يأخذ العطاء، وكانت له بضاعة أربع مائة دينار، وكان يتجر بها فِي الزيت، وكان أعور»،[9] وقد روى له الجماعة.[24]

## عبادته
كان سعيد بن المسيب من أحرص الناس على صلاة الجماعة، فما فاتته الصلاة في جماعة أربعين سنة، وما أذن المؤذن مدة ثلاثين سنة إلا وهو في المسجد، وما انقطع عن صلاة الجماعة في المسجد حتى في أيام الحرة، فكان يصلي والناس يقتتلون وينتهبون، وهو لا يبرح المسجد إلا ليلاً. كما كان سعيد بن المسيب مُكثرًا في الطاعات حتى بلغت حجّاته أربعين حجة.
كان لسعيد بن المسيب فهم خاص لمفهوم التعبد، فقد روى بكر بن خنيس، أنه قال: «قلت لسعيد بن المسيب، وقد رأيت أقواماً يصلون ويتعبدون: يا أبا محمد ألا تتعبد مع هؤلاء القوم؟، فقال لي: يا ابن أخي إنها ليست بعبادة، قلت له: فما التعبد يا أبا محمد؟، قال: التفكر في أمر الله والورع عن محارم الله وأداء فرائض الله تعالى»، كما كان سعيد يرى العزة في طاعة الله، فقد رُوي عنه قوله: «ما أكرمت العباد أنفسها بمثل طاعة الله عز وجل، ولا أهانت أنفسها بمثل معصية الله، وكفى بالمؤمن نصرة من الله أن يرى عدوه يعمل بمعصية الله»، جمع معها عزة نفس، فقد روى يحيى بن سعيد الأنصاري، أن سعيد ترك مائة دينار عند موته، كان يهدف منها صون دينه وحسبه. كذلك كانت نظرته إلى الدنيا نظرة زاهد، فقال: «أن الدنيا نذلة، وهي إلى كل نذل أميل، وأنذل منها من أخذها بغير حقها، وطلبها بغير وجهها، ووضعها في غير سبيلها».